# Rhotana quadrimaculata
Rhotana quadrimaculata är en insektsart som beskrevs av William Lucas Distant 1907. Rhotana quadrimaculata ingår i släktet Rhotana och familjen Derbidae. Inga underarter finns listade i Catalogue of Life.